# 岡田慶太
岡田 慶太（おかだ けいた、1992年7月15日 - ）は、日本の元俳優、元子役。放映新社所属。血液型A型。身長156cm。
2018年から映像コンテンツ権利処理機構に連絡のとれない権利者として掲載されている。

## 出演

### テレビドラマ
- ドラマ愛の詩「ズッコケ三人組3」 第1回・第2回（2001年、NHK教育テレビジョン） - ハチベエ（6歳） 役
- SMAPxSMAP「世にも微妙な物語」(2000年、フジテレビジョン)
- 川、いつか海へ 6つの愛の物語（2003年、NHK総合テレビジョン） - 岡村公一 役
- スーパー戦隊シリーズ「忍風戦隊ハリケンジャー」（2002年、テレビ朝日）
- 仮面ライダーシリーズ「仮面ライダー龍騎」（2002年、テレビ朝日）
- すっから母さん（2003年、テレビ東京） - 須柄キヨシ 役
- 昼ドラ「真実一路」（2003年、東海テレビ放送） - 守川義夫 役
- 温泉へ行こう 第3シリーズ（2003年、TBS） - 角田秀人 役
- 弁護士迫まり子の遺言作成ファイル 第5作「告発」（2003年、TBS） -孝平 役
- 少年（TBS） - 主演・マモル 役
- 離婚弁護士 第3話（2004年、フジテレビジョン） - 堀井翔太 役
- On line（2005年、BSフジ）
- 大河ドラマ「義経」（2005年、NHK総合） - 平重衡 (少年時代) 役
- 彼氏宣誓!! （2005年、フジテレビ） - 伊藤哲也(少年時代) 役
- テレビ放送50周年涙そうそうプロジェクト ドラマ特別企画『広島 昭和20年8月6日』（2005年、TBS）
- ウィニングボール（BSフジ）
- 地獄少女(2007年、日本テレビ)　- 恩田拓人 役
- 生きる（2007年、テレビ朝日）
- タンブリング 第3話（2010年5月1日、TBS）
- ひだまりの場所〜初恋〜(2010年、BeeTV)

### CM
- しまじろうビスケット
- プレイ・ドー
- トーヨー衛材「スーパーリフレ」
- マクドナルド
- グリコ「熟カレー」
- ソニー・コンピュータエンタテインメント「PlayStation 2 アクションパック」
- NTT東日本「フレッツ 夢のような出来事篇」
- カルピス「Welch's」
- 任天堂「ドンキーコンガ3」
- 拓人 スクールIE
- ソニー・コンピュータエンタテインメント「ラチェット&クランク5」
- カゴメ「野菜生活100 受験生篇」

### 映画
- あ、春（1998年、松竹） - 充 役
- 新生トイレの花子さん（1998年7月4日、東映）
- ガリンペイロ
- くじらとり(2001年)　- とおる役
- 神童（2007年7月21日、ビターズ・エンド）- 池山晋 役